# Stazione di Bienne
La stazione di Biel/Bienne è la principale stazione ferroviaria a servizio dell'omonima città svizzera. È gestita dalle Ferrovie Federali Svizzere.